# Technische Gediminas-Universität Vilnius

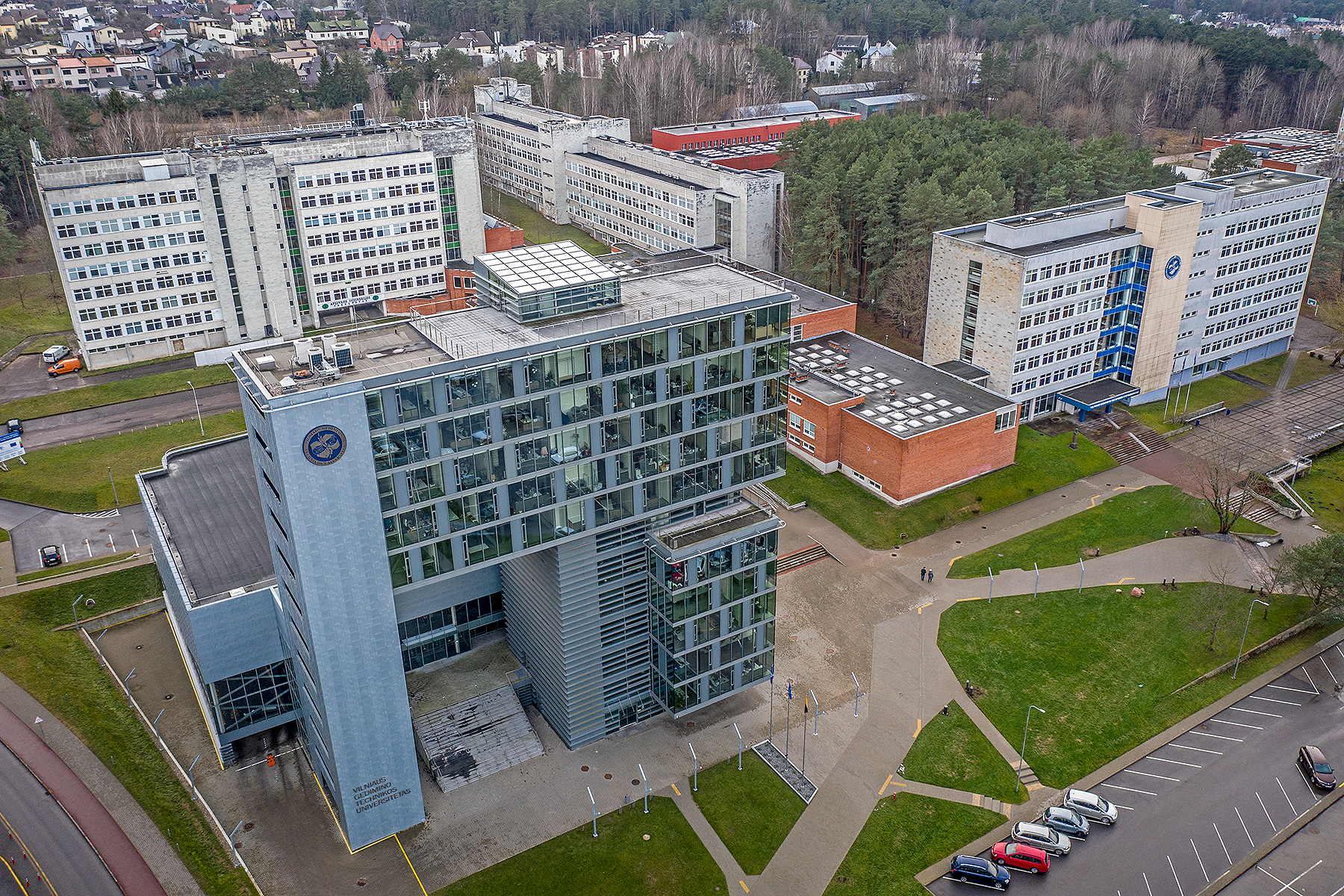
Saulėtekis-Campus („Sonnenaufgang“) der Technischen Universität Vilnius

Die Technische Gediminas-Universität Vilnius (litauisch: Vilniaus Gedimino technikos universitetas) – kurz Vilnius Tech – ist eine technische Universität in Litauen. Die VGTU wurde 1956 gegründet, zunächst als Abteilung der Technischen Universität Kaunas, und trug nach ihrer Ausgliederung 1969 zunächst den Namen Vilniaus inžinerinis statybos institutas (VISI, „Institut für Bauingenieurswesen Vilnius“).
Die Universität verfügt über acht Fakultäten mit 88 verschiedenen Studienprogrammen: vierjährige Bachelor-Studiengänge, 1,5- bis 2-jährige Masterstudiengänge und ein vierjähriges Doktoratsstudium. Alternativ kann nach dem Bachelor-Abschluss ein Diplom-Ingenieurstudium in einer speziellen Studienrichtung mit einjähriger Dauer angeschlossen werden.

## Fakultäten
- Fakultät für Umweltwissenschaften
- Fakultät für Architektur
- Fakultät für Elektrotechnik
- Fakultät für Informatik
- Fakultät für Maschinenbau
- Fakultät für Bauwesen
- Fakultät für Logistik und Transportwesen
- Fakultät für Ökonomie, Betriebswirtschaft und Management

## Liste der Ehrendoktoren
- John Argyris, Stuttgart
- Kai Borre, Aalborg
- Sven Caspersen, Aalborg
- Peter Linnert, Wien
- Jurgis Gimbutas, Vereinigte Staaten
- Algirdas Brazauskas, Vilnius
- Patrick Joseph Dowling, Surrey
- Friedel Peldschus, Leipzig
- Valentinas Šernas, New Jersey
- Oleg Kaplinski, Posen
- Leonid Kutschma, Kiew
- Algirdas Žukauskas, Vilnius
- Gediminas Vagnorius, Vilnius
- Andrej Shreiber, Moskau
- Jerzy Wolanin, Warschau
- Danielius Eidukas, Kaunas
- Erich Weiss, Bonn
- Kazimieras Ragulskis, Kaunas
- Brian Sloan, Edinburgh
- Ivan Leonovich, Minsk
- Babak Vitalij, Kiew
- Schlomo Schafir, Stralsund
- Jiri Witzany, Prag
- Klaus-Dieter Fröhner, Hamburg
- Jonas Mockus, Vilnius
- Martin Schieg, München
- Zdobyslaw Goraj, Warschau
- Miroskaw Skibiniewski, Maryland
- Herbert A. Mang, Wien